# 852 (číslo)
Osm set padesát dva je přirozené číslo, které následuje po čísle osm set padesát jedna a předchází číslu osm set padesát tři. Římskými číslicemi se zapisuje DCCCLII.

## Matematika
852 je:
- Deficientní číslo
- Nešťastné číslo
- Nepříznivé číslo
- Pětiúhelníkové číslo

## Astronomie
- (852) Wladilena je planetka hlavního pásu, kterou objevil v roce 1916 Sergej Ivanovič Beljavskij

## Ostatní
- +852 je mezinárodní telefonní předvolba Hongkongu

## Roky
- 852
- 852 př. n. l.